# Yang Hao (pallavolista)
Yang Hao (Dalian, 21 marzo 1980) è una pallavolista cinese.
Giocava nel ruolo di schiacciatrice.

## Carriera
Yang Hao nasce a Dalian, nella provincia di Liaoning; sua madre era una pallavolista degli anni ottanta. Cresciuta nelle giovanili della sua città natale, lo Liaoning Nuzi Paiqiu Dui, e nel 1994 entra in prima squadra. Dopo il fallimento della spedizione della nazionale cinese alle olimpiadi di Sidney, il nuovo allenatore, Chen Zhonghe, riforma la squadra chiamando molte giocatrici nuove e giovani tra cui la Yang. Gioca in prestito allo Shanghai Nuzi Paiqiu Dui la stagione 2000-01, vincendo per la prima volta lo scudetto; nel 2001 inizia la sua ascesa a livello internazionale, venendo premiata come migliore giocatrice alla World Grand Champions Cup, tanto che i giornalisti cinesi la nominano la "Seconda Jenny Lang Ping".
Dalla stagione 2001-02 ritorna a giocare con lo Liaoning Nuzi Paiqiu Dui, giocando nuovamente la finale scudetto, ma perdendo questa volta contro il Bayi Nuzi Paiqiu Dui; nel 2002 viene premiata come miglior realizzatrice e per il miglior servizio al World Grand Prix. Nel 2004 raggiunge l'apice del successo con la Cina vincendo la medaglia d'oro alle Olimpiadi, contro la Russia: da questo momento in poi pur non vincendo più alcuna competizione continua a ricevere premi soprattutto come migliore schiacciatrice e per il suo servizio. A livello continentale è tre volte campionessa del campionato asiatico e oceaniano, nelle edizioni 2001, 2003 e 2005; mentre è finalista nel 2007. A livello di club, dopo alcuni terzi posti, con lo Liaoning centra due finali scudetto consecutive, giocate entrambe contro il Tianjin Nuzi Paiqiu Dui, aggiudicandosi quella del 2005-06 e perdendo quella del 2006-07.
Nel 2008 vince la medaglia di bronzo ai Giochi della XXIX Olimpiade di Pechino, ritirandosi dalla nazionale al termine della competizione. Nella stagione 2008-09 gioca per la prima volta in un campionato estero, vestendo la maglia della Pallavolo Sirio Perugia, nella Serie A1 italiana. Ritorna poi in patria per giocare in prestito nel neonato Guangdong Hengda Nuzi Paiqiu Julebu, col quale ottiene la promozione dalla Volleyball League B alla Volleyball League A, ritirandosi dall'attività agonista al termine della stagione.

## Palmarès

### Club
- Campionato cinese: 2

2000-01, 2005-06

### Nazionale (competizioni minori)
- Montreux Volley Masters 2002
- Giochi asiatici 2002
- Montreux Volley Masters 2003
- Montreux Volley Masters 2004
- Montreux Volley Masters 2005
- Montreux Volley Masters 2006
- Giochi asiatici 2006
- Montreux Volley Masters 2008

### Premi individuali
- 2001 - Grand Champions Cup: Most Valuable Player
- 2002 - World Grand Prix: Miglior realizzatrice
- 2002 - World Grand Prix: Miglior servizio
- 2003 - World Grand Prix: Miglior servizio
- 2003 - Campionato asiatico e oceaniano: Miglior servizio
- 2004 - Volleyball League A cinese: Miglior attaccante
- 2005 - World Grand Prix: Miglior servizio
- 2007 - World Grand Prix: Miglior servizio